# Рамна (Румунія)
Рамна (рум. Ramna) — село у повіті Караш-Северін в Румунії. Входить до складу комуни Рамна.
Село розташоване на відстані 364 км на захід від Бухареста, 21 км на північний захід від Решиці, 50 км на південний схід від Тімішоари.

## Населення
За даними перепису населення 2002 року у селі проживали 1235 осіб.
Національний склад населення села:
| Національність | Кількість осіб | Відсоток |
| -------------- | -------------- | -------- |
| румуни         | 1188           | 96,2%    |
| цигани         | 28             | 2,3%     |
| угорці         | 10             | 0,8%     |

Рідною мовою назвали:
| Мова      | Кількість осіб | Відсоток |
| --------- | -------------- | -------- |
| румунська | 1201           | 97,2%    |
| циганська | 21             | 1,7%     |
| угорська  | 8              | 0,6%     |